# Cusickiella quadricostata
Cusickiella quadricostata är en korsblommig växtart som först beskrevs av Reed Clark Rollins, och fick sitt nu gällande namn av Reed Clark Rollins. Cusickiella quadricostata ingår i släktet Cusickiella, och familjen korsblommiga växter. Inga underarter finns listade i Catalogue of Life.